# Polyblastus varitarsus
Polyblastus varitarsus là một loài tò vò trong họ Ichneumonidae.